# Pizza Box

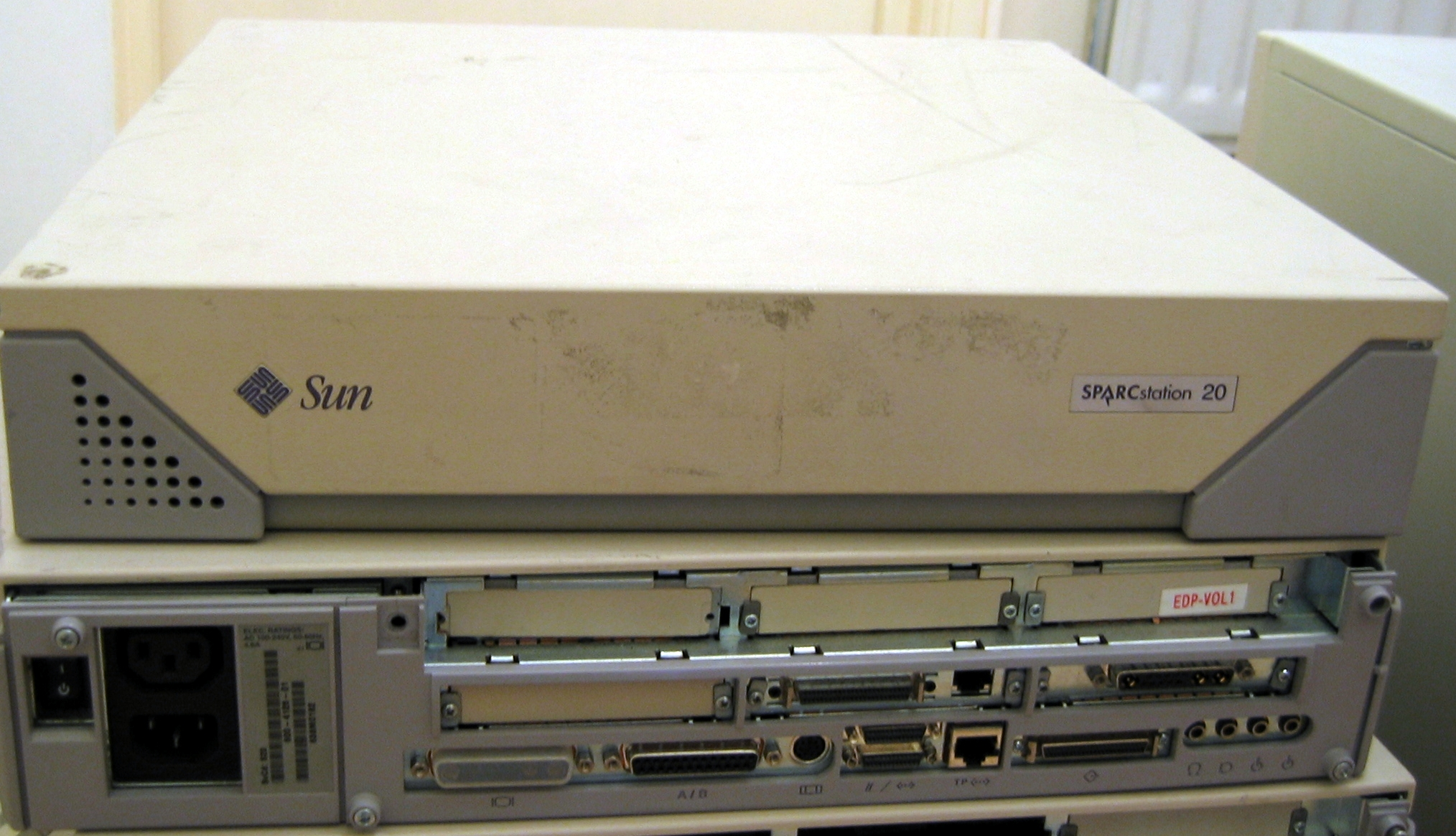
SPARCstation 20 mit typischer Pizzabox-Form

Pizza Box (engl.) bezeichnet ein Gehäusedesign für Desktop-Computer. Die Gehäuseform erinnert dabei an einen Pizzakarton, der im Englischen pizza box heißt. Die Gehäuse sind flach und breit gestaltet, sodass ein Monitor daraufgestellt werden kann, bspw. auf einem Schreibtisch stehend. Ein Gehäuse ist eine bis zwei Höheneinheiten (1 HE = 1¾″ = 44,45 mm) hoch.
Die ersten Computer in diesem Stil waren Desktop-Workstations von Sun. Andere verbreitete Exemplare waren die NeXTstation von NeXT Computer und der Macintosh LC von Apple.
Das Pizza-Box-Design wurde im Laufe der Zeit vom Tower-Design abgelöst (wobei die Computergehäuse hochkant unter den Schreibtisch platziert wurden).
Im Serverbereich wird der Begriff meist umgangssprachlich auch für Gehäuseformen in 19-Zoll-Technik und einer Höheneinheit zum Einbau in Racks benutzt.